# 우메다 가이토
우메다 가이토(일본어: 梅田 魁人, 1997년 5월 15일~)는 일본의 축구 선수이다.

## 구단 경력
그는 2020년 일본 풋볼 리그의 테게바자로 미야자키에 입단했다. 2020년 일본 풋볼 리그 준우승으로 J3리그로 승격했다. 2021년까지 42경기에 출전하여, 12득점을 넣었다. 2022년 J2리그의 미토 홀리호크로 이적했다.